# Tangarana y otros cuentos
Tangarana y otros cuentos / Bubinzana fue el cuarto libro publicado por Arturo D. Hernández en 1960 en Perú por la editorial Atlántida bajo la dirección de José Godard. Es una recopilación de sus cuentos más importantes, varios de ellos publicados anteriormente y traducidos al inglés, portugués y alemán. Como dato interesante está incluida aquí también una versión editada de la novela publicada en 1960 Bubinzana (la canción mágica del Amazonas) ahora a modo de cuento largo ya que el autor, luego de su publicación consideró demasiado extensa y divagante.